# عبد الرزاق مكوار
عبد الرزاق مكوار(- 6 يونيو 2009 بمدينة الدار البيضاء)، رياضي وسفير مغربي، رئيس الوداد الرياضي لعقدين (1972-1992)

## مسيرته مع الوداد
ويعتبر رمز من رموز المغرب، فهو الأب الرُّوحي لنادي الوداد الرياضي، حيث كان قد ترأّس النّادي لمدة 20 سنة (1972 - 1992)، وشغل عبد الرزاق مكوار إلى جانب التسيير الرياضي، منصب سفير للمغرب بهولندا من مارس 1975 إلى أكتوبر 1976.
اشتغاله بالسياسة أعطى للرجل حنكة تسييرية ساندته في مسيرته بالوداد، حيث استطاع الوصول بالنادي إلى مصاف كبار الفرق في القارة الإفريقية، حيث توج الوداد بأربعة عشر لقبا في عهده، (درع البطولة الوطنية ست مرات، كأس محمد الخامس، كأس العرش أربع مرات، دوري أبطال إفريقيا، كأس العرب للأندية الأبطال، كأس العرب الممتازة)، وكان مكوار أول رئيس لنادي الوداد ينتزع اللقب القاري الأول للوداد الرياضي والذي كان سنة 1992.
لم يكتفي مكوار بتلميع صورة الوداد قاريا وعربيا، بل أسهم بشكل كبير في جعل الفريق نادٍ عالميا بفضل دعوته لأكتر من 10 أندية عالمية للقيام بمباريات ودية مع الفريق، ويبقى أبرزها فريق برشلونة، وإنتر ميلان، وتوتنهام، ومارسيليا، ومايوركا (.)، وكان سباقًا لتنظيم (الموندياليتو)، كأس العالم لأقل من 15 سنة بالمغرب، وكان من الأوائل الذين فكروا في احتضان المغرب وتنظيمه لكأس العالم في كرة القدم.
ترك بصمات كبيرة حيث كان أول من خصص الأجرة الشهرية للاعبين، وفرض على إحدى المؤسسات المستشهرة توظيف اللاعبين وساهم في تحسين وضعيتهم الاجتماعية، ساعد العديد من اللاعبين الراغبين في الاحتراف، أول من أرَّخ ورسخ فكرة جلب أندية عالمية لتتبارى مع أندية وطنية وبالأخص فريقه العريق فريق الوداد، بالإضافة إلى أنه كان رجل مبادرات عديدة.

## وفاته
توفي صباح يوم الجمعة 6 يونيو 2009 بمدينة الدار البيضاء، عن سن ناهز 78 سنة بعد معاناة مع المرض، خضع قبل وفاته بأيام لعملية جراحية على القلب بفرنسا.

## وصلات خارجية
- الحاج عبد الرزاق مكوار في موقع «كوداس»
- عن وفاة مكوار رحمه الله في جريدة «هسبريس» الإلكترونية
- وفاة عبد الرزاق مكوار بعد معاناة طويلة مع المرض «مغرس»
- نادي الوداد الرياضي والمرحوم مكوار